# Crimson (album của Aikawa Nanase)
crimson là tên một album nhạc rock do Aikawa Nanase thực hiện và được phát hành từ ngày 8 tháng 7 năm 1998. Đây là album thứ ba của Aikawa.
Trong album này có các bài sau:
1. Nostalgia
2. さよならを聴かせて(Sayonara o Kikasete)
3. 眠れない夜 (Nemurenai Yoru)
4. Night Wave
5. Bad Girls
6. Fragile
7. Velvet Moon
8. たまんない瞬間 (Tamannai Shunkan)
9. 彼女と私の事情 (Kanojo to Watashi no Jijou)
10. 優しいうた (Yasashii Uta)

Vị trí xếp hạng cao nhất mà album này đạt vị trí #1 và bán được tất cả 737.535 bản.
Crimson trong tiếng Anh nghĩa là "đỏ sậm". Album đầu tiên của Aikawa là Red ("đỏ")